# Convention over configuration
Convention over configuration è un paradigma di programmazione che prevede configurazione minima (o addirittura assente) per il programmatore che utilizza un framework che lo rispetti, obbligandolo a configurare solo gli aspetti che si differenziano dalle implementazioni standard o che non rispettano particolari convenzioni di denominazione o simili.
Questo tipo di approccio semplifica notevolmente la programmazione soprattutto agli stadi iniziali dello studio di un nuovo framework, senza necessariamente perdere flessibilità o possibilità di discostarsi dai modelli standard.
Per esempio, in un framework come Grails (o assimilabili) il rispetto di questo paradigma garantisce che tutte le classi inserite all'interno della directory "Domain" siano considerate classi di dominio e quindi vengano trattate come tali, iniettando in esse, a runtime, metodi atti al trattamento dei dati, con un mapping che rispetta alcune caratteristiche: il nome della classe sarà il nome della tabella nella base di dati (eventuali nomi composti, che per convenzione in una base di dati saranno rappresentanti in minuscolo separati da un underscore, sono composti nella classe di dominio in minuscolo , in un'unica parola, con la prima lettera di ogni nome in maiuscolo [usando la notazione a cammello]), il nome di ogni attributo della classe rappresenterà il nome della colonna della tabella (attributo) di riferimento (con le conversioni standard simili per il nome della classe/nome della tabella).